# Автошлях E76
Європейський маршрут Е76 — європейський автомобільний маршрут категорії А в Італії, що з'єднує міста Мільяріно та Флоренцію. Довжина маршруту — 88 км.
Маршрут проходить через міста Лукка та Пістоя.
Е76 пов'язаний з маршрутами Е80 (в Мільяріно) та Е35 (у Флоренції).

## Див. Також
- Список європейських автомобільних маршрутів